# Cranioleuca baroni
Cranioleuca baroni é uma espécie de ave da família Furnariidae.
É endémica do Peru.
Os seus habitats naturais são: regiões subtropicais ou tropicais húmidas de alta altitude e florestas secundárias altamente degradadas.